# Ак Барс (банк)
ПАО «АК БАРС» БАНК — российский акционерный коммерческий банк. Генеральная лицензия ЦБ РФ №2590 от 12.08.2015.
Головной офис расположен в Казани. Банк располагает всеми видами существующих в Российской Федерации  банковских лицензий и оказывает более 100 видов банковских услуг для корпоративных и частных клиентов.
Территориальная сеть на 1 июня 2022 года — 219 отделений в 28 регионах РФ.
ПАО «АК БАРС» БАНК являлся официальным партнером 27 Всемирных студенческих игр — Универсиады в Казани в 2013 году, а также Национальным партнером 16-го Чемпионата мира ФИНА по водным видам спорта в 2015 году в г. Казани.
20 сентября 2023 года Ак Барс Банк стал первым участником эксперимента по партнерскому финансированию в сфере исламского банкинга. В банке розничные клиенты могут оформить исламскую карту, паевой инвестиционный фонд «ЛАЛЭ» и исламскую ипотеку, а корпоративные клиенты — исламский расчетный счет, исламскую бизнес-карту и исламский факторинг.

## История
Банк был зарегистрирован 29 ноября 1993 года.
1994 - банк определён уполномоченным банком Кабинета министров Республики Татарстан для обслуживания счетов правительства республики.
1997 - банк получил статус уполномоченного органа по хранению золотого резерва Республики Татарстан.
1998 
- преобразован в открытое акционерное общество[10].
- банк стал членом Всемирного сообщества банковских телекоммуникаций (SWIFT)[11][неавторитетный источник].

2024
В ноябре 2024 года банк запустил сервис, известный как «Мурабаха» для корпоративных клиентов. Это вариант исламского банкинга, соответствующий нормам шариата. Предприниматели заранее обозначают предполагаемые расходы и получают ссуду с фиксированной маржой.

## Рейтинги
Рейтинговые оценки рейтинговых агентств:
- «Эксперт РА»:  «ruA», прогноз «стабильный»(22.02.2023), ESG-рейтинг — «ESG-III(с)», прогноз — «позитивный» (28.11.2022)[13];
- АКРА: «A(RU)», прогноз — «развивающийся» (23.11.2022)[14];
- НКР: в 2020 году был присвоен рейтинг «A.ru», прогноз — «стабильный»[15], рейтинговая оценка подтверждалась ежегодно до 2023 года[16][17][18]; ESG-рейтинг — «ESG-III» в 2022 и 2023 годах, в декабре 2023 присвоен и в 2024 году подтвержден «ESG-A»[19] .

## Санкции
14 сентября 2023 года, в ответ на российское нападение на Украину, банк включён в блокирующий санкционный список США «в целях дальнейшего ограничения доступа России к международной финансовой системе».

## Участие в организациях
Ак Барс Банк является участником:
- Всемирного сообщества банковских телекоммуникаций «SWIFT»;
- Московской межбанковской валютной биржи (ММВБ);
- Ассоциации участников рынка платежных услуг "Некоммерческое партнерство «Национальный платежный совет»;
- ПАО «Московская биржа»;
- Некоммерческого партнерства «Национальный совет финансового рынка»;
- Член саморегулируемой организации «Национальная ассоциация участников фондового рынка»;
- Ассоциации развития финансовых технологий (Ассоциации ФинТех);
- Первого межбанковского финтех-акселератора «ФинтехЛаб»;
- Банковской Ассоциации Татарстана и Ассоциации российских банков.

## Собственники и руководство
Основные акционеры на 15 июня 2020 года:
- НКО «Государственный жилищный фонд при Президенте РТ» — 20,41 %
- Республика Татарстан, в лице Министерства земельных и имущественных отношений Республики Татарстан — 19,789 %
- ОАО «Связьинвестнефтехим» — 13,610 %
- ПАО «Татнефть» имени В. Д. Шашина — 10,413 %
- Компания «OSMAND HOLDING LIMITED» — 6,823 %
- Акционерное общество «Компания Юл» — 6,573 %
- ООО «ИКС-ЛУЧ» — 6,406 %
- НКО "Региональный фонд социально-экономического развития «ТУГАН ИЛЬ» — 5,262 %
- Компания «Sinek Investments&Developments Limited» — 5,414 %
- ООО «Евробест» — 3,598 %
- ПАО «Нижнекамскнефтехим» — 1,458 %
- владеющие менее 1 % уставного капитала — 0,244 %